# Werner Bukofzer
Werner Shimon Bukofzer (geboren 22. April 1903 in Berlin; gestorben 15. Oktober 1985 in Zichron Ja’akow) war ein deutsch-israelischer Schauspieler und Schriftsteller.

## Leben
Werner Bukofzers Vater war der Kaufmann Heinrich Bukofzer (1845–1918), seine Mutter Olga Blumenau wurde 1943 im Ghetto Theresienstadt Opfer des Holocaust. Auch sein Bruder Richard wurde im KZ Auschwitz ermordet, sein Bruder Ernst überlebte die Verfolgung und war zum Schluss seines Berufslebens Amtsgerichtsdirektor in West-Berlin.
Bukofzer absolvierte das Wilhelms-Gymnasium in Berlin und besuchte 1924/25 die private Schauspielschule Max Reinhardts. Er hatte unstete Beschäftigungen als Schauspieler und Rezitator und verdiente sein Geld mit kaufmännischen Arbeiten. Er gehörte zum Bekanntenkreis von Oskar Loerke und Max Brod. Nach der Machtübergabe an die Nationalsozialisten 1933 hatte er nur noch Engagements im Jüdischen Kulturbund und trat in dessen „Theater der jüdischen Schulen“ auf. Er schrieb Feuilletons im Israelitischen Familienblatt (Hamburg) und veröffentlichte einzelne Gedichte.
1939 emigrierte Bukofzer nach Palästina und wurde dort zunächst für sechs Monate wegen illegaler Einwanderung und als Enemy Alien inhaftiert. Ab 1940 lebte er in Tel Aviv und schlug sich mit verschiedenen Gelegenheitsarbeiten durch. Nach der Staatsgründung Israels fand er 1948 eine Anstellung beim Ministerium für öffentliche Sicherheit.
Bukofzer schrieb auch nach 1940 Gedichte und Prosatexte in deutscher Sprache. Er war Vizepräsident der Vereinigung deutschsprachiger Autoren in Israel. Seine Kurzgeschichten, Gedichte und Berichte erschienen in den Israel-Nachrichten und wurden auch in österreichische, Schweizer und westdeutsche Zeitungen und Zeitschriften übernommen. Er arbeitete auch für Rundfunksender in der Bundesrepublik. Er schrieb auch unter dem Pseudonym „Werner Brücken“.

## Werke (Auswahl)
- Dank an Oskar Loerke. 1934
- Der Wanderer Namenlos: Eine Auswahl der Gedichte aus Palästina (1940 bis 1948). Berlin : Wedding-Verlag, 1949
- Splitter: Prosa der Begegnungen. Betrachtungen. Bekenntnisse. Erinnerungen. Hinweise. Träume. Neuwied a. Rh. ; Berlin : Luchterhand, 1968
- David Rokeah: Poesie. Hebräisch-deutsch. Nachwort Hans Magnus Enzensberger. Übersetzung Paul Celan, Werner Bukofzer und andere. Frankfurt a. M. : Suhrkamp, 1962